# اوکلی، همپشر
اوکلی (به انگلیسی: Oakley) یک روستا و محله مدنی در بریتانیا است که در Basingstoke and Deane واقع شده‌است. اوکلی ۵٬۰۸۶ نفر جمعیت دارد.